# Silando
Silando (em latim: Silandus; em grego clássico: Σιλάνδος) foi uma cidade episcopal na província romana da Lídia. Era perto e deu seu nome à moderna cidade de Selendi na província de Manisa, na Turquia.

## Diocese histórica
A sé de Silando, sufragânea da sé de Sárdis, é citada no grego Notitiae episcopatuum até o século XIII; a cidade não é citada por nenhum geógrafo ou historiador antigo. Temos algumas de suas moedas retratando o rio Hermus. Algumas inscrições, mas nenhuma ruína, foram achadas lá.